# Stanford Rivers
Stanford Rivers – wieś i civil parish w Anglii, w hrabstwie Essex, w dystrykcie Epping Forest. Leży 20 km na zachód od miasta Chelmsford i 31 km na północny wschód od Londynu. W 2011 roku civil parish liczyła 817 mieszkańców. Stanford Rivers jest wspomniana w Domesday Book (1086) jako Parva Stanfort/Stanfort.